# Sebastián Cordero

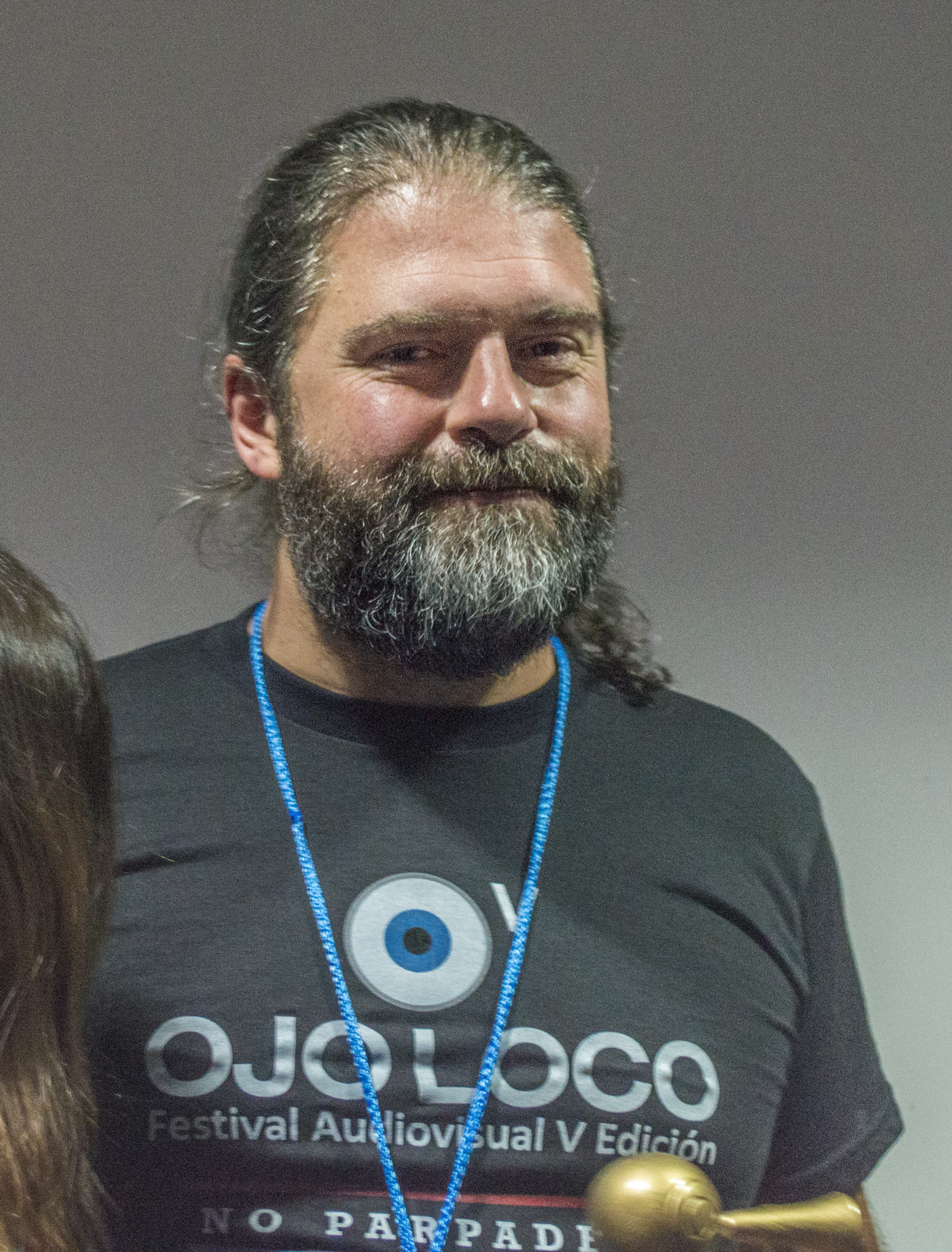
Sebastián Cordero (2014)

Sebastián Cordero (* 23. Mai 1972 in Quito, Ecuador) ist ein ecuadorianischer Regisseur, Drehbuchautor und Produzent. Bekannt ist er für allem für die beiden Filme Ratas, Ratones y Ratoneros und Crónicas. Sie wurden auf einer Vielzahl bekannter Filmfestivals wie dem Sundance Film Festival und den Internationalen Filmfestspielen von Cannes gezeigt.

## Biografie
Sebastián Cordero wurde 1972 in Quito, Ecuador, geboren. Er kam zum ersten Mal mit dem Medium Kino in Kontakt, als er mit neun Jahren Jäger des verlorenen Schatzes sah. Mit 18 begann er ein Studium an der University of Southern California. Nach dem Abschluss kehrte er mit der Idee nach Ecuador zurück, in seinem Heimatland, in dem es praktisch keine Filmindustrie gab, Filme zu drehen.
Sein erster Film Ratas, Ratones y Rateros (1999) wurde zuerst auf den Internationalen Filmfestspielen von Venedig gezeigt, danach in Toronto, San Sebastián und in Buenos Aires.
Bei den Premios Ariel in Mexiko wurde er für einen Silbernen Ariel in der Kategorie Bester lateinamerikanischer Film nominiert, auf dem Film-Festival von Bogotá für einen Círculo Precolombino de Oro (dt. Goldener Präkolumbischer Kreis), auf dem Slamdance Film Festival für den Grand Jury Price und in Spanien für einen Goya als bester spanischsprachiger ausländischer Film. In Bogotá erlangte er eine lobende Erwähnung und auf dem Internationalen Festival des Neuen Lateinamerikanischen Films in Havanna den Preis für den besten Schnitt.
Sein zweiter Spielfilm Crónicas (2004) wurde in Mexiko für den Silbernen Ariel und auf dem Filmfestival von Cartagena für die Goldene India Catalina nominiert. Auf dem Sundance Film Festival wurde er für den Grand Jury Prize nominiert. Er gewann dort den NHK Award. Außerdem wurde er in den Kategorien Bester Film und Bestes Drehbuch mit dem Mayahuel-Preis auf dem Festival Internacional de Cine en Guadalajara ausgezeichnet. Insgesamt wurden seine beiden Filme achtmal auf Filmfestivals für Preise nominiert, von denen er fünf gewann.
Manhunt, das Projekt eines Films über die Suche nach dem Mörder Abraham Lincolns mit Harrison Ford, wurde 2007 auf Eis gelegt.
2013 führte Cordero Regie im US-amerikanischen Science-Fiction-Film Europa Report.

## Filmografie
- 1999: Ratas, Ratones y Rateros (dt. Titel Kleine Ratten)
- 2004: Crónicas (dt. Titel Crónicas – Das Monster von Babahoyo)
- 2009: Rabia – Stille Wut
- 2011: Pescador
- 2013: Europa Report